# Ayano Shibuki
Ayano Shibuki (渋木 綾乃?, Shibuki Ayano; 29 marzo 1941) è una pallavolista giapponese.

## Carriera

### Club
.

### Nazionale
Ha fatto parte delle squadra giapponese delle Streghe orientali, vincitrice della medaglia d'oro ai Giochi olimpici di Tokyo del 1964 e il campionato mondiale femminile del 1967.